# Zračnopristajalne enote
Zračnopristajalne enote (angleško Air Landing Units) so vojaška enota, ki izvedejo pristanejo na že zasedeno letališče, ki so ga zavzele padalske enote. Njihov glavni namen je podpora padalskih enot do prihoda glavnine sil.
V sodobnih oboroženih silah jih ni več, saj so jih zamenjale zračnoprevozne in/ali zračnodesantne enote, toda med drugo svetovno vojno so predstavljale pomembno vojaško silo, ki je lahko po pristanku delovala v sovražnikovem zaledju.